# Ovidiu Anton
Ovidiu Anton (n. 24 februarie 1983, București) este un compozitor și cântăreț român de muzică rock. El fost ales să reprezinte România la Concursul Muzical Eurovision 2016 cu piesa „Moment of Silence”, o compoziție proprie, însă România a fost descalificată cu 18 zile înaintea concursului din cauza datoriilor acumulate de TVR la Uniunea Europeană de Radio și Televiziune.

## Carieră și biografie
Anton și-a primit prima chitară la 5 ani și a cântat pentru prima oară pe o scenă la vârsta de 6 ani. A studiat pianul, chitara clasică și canto modern la Școala de Muzică.
În 1998, a înființat formația rock Carpe Diem, alături de care a cântat în concerte domestice și internaționale timp de 4 ani.
A obținut premiul al doilea la Festivalul Național Mamaia 2003, secțiunea interpretare, cu piesa proprie „Vreau”, iar în 2005, a reprezentat România la Festivalul „Cerbul de Aur”.
În perioada 2004–2006, a fost elev la a doua ediție a emisiunii Școala Vedetelor, fiind desemnat șef de promoție.
Între 2008 și 2012, Anton a fost solistul formației Pasager, alături de care a obținut locul 13 la Selecția Națională Eurovision 2010, cu piesa „Running Out of Time”, și locul 2 la Festivalul național de muzică ușoară de la Mamaia 2011, secțiunea rock.
Între 2012 și 2016, Anton a concurat la Selecția Națională Eurovision, cu piesele „I Walk Alone” (2012, locul 5), „Run Away with Me” (2013, locul 11), „Still Alive” (2015, locul 3) și „Moment of Silence” (2016, locul 1).
Pe 4 martie 2016, Ovidiu Anton a acces în finala Selecției Naționale, fiind favoritul juriului de specialitate în semifinală, iar pe 6 martie, a fost câștigătorul televotului finalei, fiind desemnat reprezentant al României la Concursul Muzical Eurovision 2016. Anton ar fi trebuit să interpreteze „Moment of Silence” intrând cu numărul 12 în cea de-a doua semifinală, desfășurată la Stockholm, Suedia, pe 12 mai 2016, însă Societatea Română de Televiziune nu a reușit să respecte un termen-limită stabilit de Uniunea Europeană de Radio și Televiziune (EBU) pentru plata datoriilor instituției române, în valoare de 16 milioane de franci elvețieni, către organizația internațională, ceea ce a dus la demararea retragerii serviciilor și privilegiilor de care se bucura TVR în cadrul EBU, inclusiv participarea la Eurovision și difuzarea evenimentului. România a fost declarată descalificată pe 22 aprilie 2016, cu aproape 3 săptămâni înaintea concursului. Anton a considerat situația nedreaptă. Aflând această veste, Pro TV a încercat să trateze pentru salvarea participării și pentru retransmiterea evenimentului, însă EBU a răspuns că acest lucru nu este posibil, fiindcă Pro TV nu este membră EBU. În paralel, TeleRadio Moldova i-a înaintat lui Anton o propunere de colaborare cu reprezentanta Moldovei, Lidia Isac, la piesa ei, „Falling Stars”, pe scena de la Stockholm. Anton a apreciat gestul televiziunii moldovene, dar a refuzat invitația. În semn de solidaritate, Isac a interpretat „Moment of Silence” în culisele spectacolului, împreună cu reprezentanți ai presei acreditate.

## Viața personală
Împreună cu soția sa, Diana, Ovidiu Anton are o fiică de 5 ani, Adela.
Anton este și crescător de câini, fiind proprietarul canisei bucureștene „Praetorian Staff”, și a participat la numeroase competiții canine cu exemplarele crescute de el.